# Rafael Savin
Rafael Savin, född 15 september 2000, är en fransk fäktare som tävlar i florett.

## Karriär
Vid EM 2023 i Plovdiv tog Savin brons i florett. Vid europeiska spelen 2023 i Kraków tog han silver tillsammans med Alexandre Ediri, Enzo Lefort och Maxime Pauty i lagtävlingen i florett efter en finalförlust mot Italien.
Vid EM 2025 i Genua tog Savin silver tillsammans med Anas Anane, Pierre Loisel och Maxime Pauty i lagtävlingen i florett efter en finalförlust mot Italien.